# Криптид

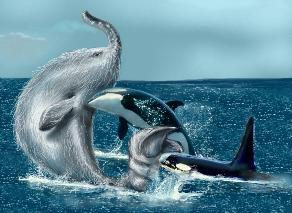
Морское чудовище Трунко

Крипти́д (от греч. κρύπτω — скрытый) — персонаж современной мифологии, животное или растение, существование которого считается возможным сторонниками таких псевдонаук, как криптозоология и криптоботаника, но не признано научным сообществом.
Криптидом может считаться существо, которое считается вымершим или которое описывается в легендах, но про существование которого есть показания очевидцев. Обычно под криптидами понимаются животные, поскольку существование недоказанных растений легче подтвердить или опровергнуть.

## Классификация криптидов
Джордж М. Эберхарт, автор книг по криптозоологии и уфологии, описал способ классификации криптидов, используя десять признаков для их идентификации и шесть исключений.
Криптидами могут быть:
- Известные животные с нехарактерным или до сих пор не описанным для них местом жизни (суррейская пума из Англии, сумчатый квинслендский тигр).
- Не описанные до сих пор виды и подвиды, известные животные с необычными особенностями (гигантские анаконды Амазонии или пятнистые львы Восточной Африки).
- Уцелевшие представители видов, которые официально считаются недавно вымершими (например, белоклювый дятел, который считается пропавшим приблизительно в 1960 году, или морская корова, вымершая приблизительно в 1770 году).
- Представители видов, известных по окаменелостям в современные времена (например, мокеле-мбембе из центральной Африки, иногда описывается как живой динозавр).
- Представители видов, известных из палеонтологической летописи, которые встречались значительно позже в исторические времена, чем общепринято считать (например, мамонты, предположительно вымершие около 4 тыс. лет назад, иногда якобы встречались в более поздние эпохи).
- Животные, неизвестные из летописи окаменелостей, но связанные с известными видами (например, андский волк или скат Биба, о котором сообщил Уильям Биб в 1930 году).
- Животные, неизвестные из летописи окаменелостей и не связанные с известными видами (например, бигфут или морские змеи Северной Америки).
- Мифические животные с зоологической основой (например, грифоны, частично вдохновлённые окаменелостями динозавров Центральной Азии)
- Якобы паранормальные или сверхъестественные существа с признаками животных (человек-мотылёк, баргесты или некоторые феи из фольклора).
- Известные мистификации (например, известный обман с рогатым кроликом. Автор обмана, возможно, был вдохновлён кроликами, заражёнными вирусом папилломы Шоупа[англ.], которая вызывает у них опухоли, похожие на рога).

Криптидами не могут быть:
- Незначительные для человека существа. Криптидами являются странные, опасные или каким-то образом значительные для человека существа.
- Существо, известное узкому кругу лиц. Кто-то наблюдает загадочное, по его мнению, животное, а кто-то должен критически оценить полученные данные. Криптозоология является своего рода мостом между очевидцами и авторитетными исследователями. Простое предположение о реальности того или иного существа не делает его криптидом.
- Результаты деятельности человека. Например, аллигаторы, обыкновенные удавы или кенгуру в нетипичных для них биотопах, если это несомненно является результатом деятельности человека. Но если кто-то обнаружит новый вид аллигатора, который живёт только в канализации (популярная американская городская легенда), он будет криптидом.
- Необычные люди (например, вампиры и зомби).
- Ангелы или демоны. Паранормальные или сверхъестественные криптиды допускаются только в том случае, если они имеют форму животных (например, оборотень, может быть реальной собакой или волком или неизвестным представителем собачьих).
- Инопланетяне. Ими занимается уфология, а не криптозоология, если только речь не идёт о внеземной неразумной жизни.

Зоолог и один из создателей криптозоологии Бернар Эйвельманс, основываясь на рассказах о мифологическом мамонте народов Сибири, Дальнего Востока и других регионов, предполагал, что реальный мамонт сохранился до наших дней.

## Названия криптидов
Неизвестные существа, которыми занимается криптозоология, имеют местное (наиболее распространённое) и латинское названия. К примеру, существо Несси в исследованиях описывается как Nessiteras rhombopteryx. 
Одно и то же мифическое существо может быть известно под разными названиями, например, бигфут и сасквоч — местные названия снежного человека.